# 金養建
金養建（1942年4月24日—2015年12月29日），又译作金养健 ，朝鮮民主主義人民共和國政治人物，曾任朝鮮勞動黨中央政治局委員、中央書記局書記，兼任統一戰線部部長。

## 生平
金養建出生於平安南道的農民家庭，後來在金日成綜合大學畢業。1970年代被委任為國際部科長，1998年成為最高人民會議代議員。2005年晉升為朝鮮國防委員會参事，兩年後被選為統一戰線部部長。2010年被推舉為勞動黨中央書記局書記，2012年成為中央政治局候補委員，2014年晉升政治局委員。
2015年12月29日早上遇上車禍身亡，享年73歲。
由于金养健涉及朝鲜高层权力斗争，且此前已有多位朝鲜高官疑似被暗杀并对外公开为车祸造成（如南日、金容淳、李济刚），因此，也有传言和分析称金养健是死于政治暗杀。